# Erige Sehiri
Erige Sehiri, née le 1er août 1982 à Lyon, est une réalisatrice et productrice franco-tunisienne.

## Biographie
Elle naît le 1er août 1982 à Lyon en France, dans une famille d'origine tunisienne, et grandit à Vénissieux, dans la banlieue de Lyon, aux Minguettes,. Son père est électricien et sa mère responsable de cuisine dans un collège. Elle fréquente assidument la seule salle de cinéma du quartier. Une fois le baccalauréat obtenu, elle décide de se rendre en Amérique du Nord pour s'y former aux métiers du cinéma. Toutefois, ces formations étant coûteuses, elle doit emprunter des voies de traverse : elle apprend l'anglais à San Francisco, et la finance à Montréal tout en faisant de petits boulots. 
Elle revient ensuite en Europe, et trouve un emploi dans une banque au Luxembourg puis elle commence à filmer les Minguettes, avant de devenir assistante journaliste fixeuse à Jérusalem. Lorsque la révolution tunisienne de 2011 éclate, elle se rend à Tunis. Elle tourne un premier court métrage sur les premiers pas de son père sur Facebook : Le Facebook de mon père, sorti en 2012. Ce court métrage documentaire la fait connaître dans les festivals de cinéma et la familiarise avec le processus de fabrication d'un film. Elle crée ce qu'elle appelle des documentaires de création, à partir d'une réalité construite, reconstituant des scènes, mais sans imaginer un contexte de fiction,,. D'autres courts métrages documentaires suivent puis, en 2018, un long métrage documentaire est proposé, La Voie normale, consacré au travail dans les chemins de fer. Il sort en salle en Tunisie en 2019, puis dans des salles en France en 2020,,. Il reçoit le Prix spécial du public au Festival Filmer le travail 2019 à Poitiers.
En 2022 est diffusé Sous les figues, un premier long métrage de fiction qui sort en première mondiale à la 75e édition du Festival de Cannes, à la Quinzaine des réalisateurs, puis dans les salles en décembre 2022,,. Le film remporte aussi le Bayard d'or à la 37e édition du Festival international du film francophone de Namur. Il est enfin sélectionné pour l'Oscar du meilleur film international, représentant la Tunisie dans cette compétition cinématographique pour l'édition 2023,,.
En 2025 est diffusé un nouveau long métrage, Promis le ciel, sélectionné dans la section « Un certain regard » de la 78e édition du Festival de Cannes,. Le récit de cette fiction est construit autour de l’histoire de trois femmes (et d'une orpheline) vivant en Tunisie, avec des actrices telles que Laetitia Ky, Sophie Tankou, Déborah Naney et Aïssa Maïga. Marie, une journaliste et pasteure ivoirienne de 40 ans, aide des femmes vulnérables (comme Nané, une travailleuse sans passeport, et Jolie, une artiste contrainte de revenir chez elle), à faire face à des tensions, notamment entre Subsahariens, Tunisiens et police, et à des décisions difficiles,.
Erige Sehiri est, de plus, productrice par sa société Henia Production, qui développe des documentaires de création et accompagne aussi des projets de jeunes réalisateurs. Elle a également co-fondé Rawiyat-Sisters in film, un collectif de femmes  pour les femmes cinéastes du monde arabe.

## Filmographie
Erige Sehiri a réalisé les films suivants :
- 2012 : Le Facebook de mon père, court métrage documentaire ;
- 2018 : La Voie normale, long métrage documentaire sélectionné à Visions du réel 2018 et au IDFA 2018, et mention du jury au Festival Cinémed 2018 ;
- 2022 : Sous les figues, long métrage de fiction, présenté à la Quinzaine des réalisateurs lors du 75e Festival de Cannes, et sélectionné pour les Oscars du cinéma 2023 ;
- 2025 : Promis le ciel, long métrage sélectionné en ouverture de la section Un certain regard du 78e Festival de Cannes[13].